# 송정호
송정호(宋正鎬, 1942년 7월 16일 ~ , 랴오닝성 심양)는 대한민국의 제52대 법무부 장관을 역임한 법조인이다.

## 학력
- 1961년 남성고등학교 졸업
- 1965년 고려대학교 법대 졸업
- 1968년 서울대학교 사법대학원 졸업
- 1986년 서울대학교 행정대학원 국가정책과정 수료
- 2003년 고려대 언론대학원 최고위과정 수료

## 경력
- 1966년 사법시험 합격(6회)
- 1968년 육군 법무관
- 1971년 ~ 1982년 청주ㆍ대구ㆍ서울지방검찰청 의정부지청ㆍ서울지방검찰청 동부지청ㆍ수원지방검찰청 검사
- 1982년 전주지방검찰청 남원지청장
- 1983년 대구지방검찰청 상주지청장
- 1985년 인천지방검찰청 형사1부장검사
- 1987년 서울지방검찰청 공판부장검사
- 1988년 청주지방검찰청 차장검사
- 1989년 마산지방검찰청 차장검사
- 1990년 서울지방검찰청 남부지청 차장검사
- 1991년 광주지방검찰청 차장검사
- 1992년 서울지방검찰청 서부지청장
- 1993년 법무연수원 기획부장
- 1993년 전주지방검찰청 검사장
- 1994년 광주지방검찰청 검사장
- 1995년 부산지방검찰청 검사장
- 1997년 법무부 보호국장
- 1997년 광주고등검찰청 검사장 (제27대)
- 1998년 3월 19일 ~1999년 법무연수원장(제21대)
- 1999년~2002년 중앙선거관리위원회 위원
- 1999~2001 대통령직속 반부패특별위원
- 1999년~2002년 변호사 개업
- 2000년 삼성전기 사외이사(현)
- 2002년 제52대 법무부 장관
- 2002년 법무법인 「韓中」 고문변호사[3]
- 2008년 1월 대통령 취임준비위원회 자문위원
- 2009년 1월 청계재단 이사장

## 생애
1999년 사법고시 후배인 박순용 검찰총장(8회)이 임명되자 사시 동기(6회)들과 함께 용퇴하였다.

## 상훈
- 황조근정훈장(1997)

## 가족
동생은 2018년 6.13 지선 울산시장 후보로 출마하여 당선된 송철호 울산시장이다.